# サマースラム
サマースラム（Summer Slam）は、アメリカのプロレス団体WWEの主催するプロレス興行。およびそれを扱ったPPV。WWEの5大PPV大会の1つで、夏の大一番と位置付けられている。
初開催は1988年、ニューヨークシティのマディソン・スクエア・ガーデンで行われた。

## 試合結果

### 第1回大会（1988年）WWF Summer Slam 1988
- 開催日 : 8月29日
- 開催場所 : ニューヨーク州ニューヨークシティのマディソン・スクエア・ガーデン
- 観客動員数 : 20,000人
- △ブリティッシュ・ブルドッグス（ダイナマイト・キッド & デイビーボーイ・スミス） vs ファビュラス・ルージョーズ（レイモンド・ルージョー & ジャック・ルージョー）△
- ○バッドニュース・ブラウン vs ケン・パテラ●
- ○リック・ルード vs ジャンクヤード・ドッグ●
- ○パワーズ・オブ・ペイン（ザ・バーバリアン & ザ・ウォーロード）（w / ザ・バロン） vs ザ・ボルシェビックス（ニコライ・ボルコフ & ボリス・ズーコフ）（w / スリック）●
- WWFインターコンチネンタル王座戦 -WWF Intercontinental Championship-

●ホンキー・トンク・マン(c)（w / ジミー・ハート） vs アルティメット・ウォリアー○
- ○ディノ・ブラボー（w / フレンチ・マーチン） vs ドン・ムラコ●
- WWFタッグ王座戦 -WWF Tag Team Championship-

○デモリッション（アックス & スマッシュ）(c)（w / ミスター・フジ） vs ハート・ファウンデーション（ブレット・ハート & ジム・ナイドハート）●
- ○ビッグ・ボスマン（w / スリック） vs ココ・B・ウェア●
- ○ジェイク "ザ・スネーク" ロバーツ vs ハーキュリーズ●
- ○ザ・メガ・パワーズ（ハルク・ホーガン & "マッチョマン" ランディ・サベージ）（w / ミス・エリザベス（英語版）） vs ザ・メガ・バックス（"ミリオンダラー・マン" テッド・デビアス & アンドレ・ザ・ジャイアント）（w / ボビー "ザ・ブレイン" ヒーナン & バージル）●

スペシャル・レフェリー：ジェシー "ザ・ボディ" ベンチュラ

### 第2回大会（1989年）WWF Summer Slam 1989
- 開催日 : 8月29日
- 開催場所 : ニュージャージー州イーストラザフォードのメドウランズ・アリーナ
- 観客動員数 : 20,000人
- ダーク・マッチ -Dark Match-

○ディノ・ブラボー vs ココ・B・ウェア●
- ○ブレイン・バスターズ(アーン・アンダーソン&タリー・ブランチャード)（w / ボビー・ヒーナン） vs ハート・ファウンデーション(ブレット・ハート&ジム・ナイドハート)●
- ○ダスティ・ローデス vs ホンキー・トンク・マン（w / ジミー・ハート）●
- ○ミスター・パーフェクト vs レッド・ルースター●
- ○リック・マーテル&ファビュラス・ルージョーズ(レイモンド・ルージョー&ジャック・ルージョー) （w / ジミー・ハート、スリック）vs ティト・サンタナ&ザ・ロッカーズ(ショーン・マイケルズ&マーティ・ジャネッティ)●
- WWFインターコンチネンタル王座戦 -WWF Intercontinental Championship-

●リック・ルード(c)（w / ボビー・ヒーナン） vs アルティメット・ウォリアー○
- ○ジム・ドゥガン&デモリッション(アックス&スマッシュ) vs アンドレ・ザ・ジャイアント&ザ・ツイン・タワーズ(ビッグ・ボスマン&アキーム)（w / ボビー・ヒーナン、スリック）●
- ○ハーキュリーズ vs グレッグ・バレンタイン（w / ジミー・ハート）●

反則裁定によりハーキュリーズの勝利
- ○テッド・デビアス（w / バージル） vs ジミー・スヌーカ●

カウントアウトによりテッド・デビアスの勝利
- ○ハルク・ホーガン&ブルータス・ビーフケーキ（w / ミス・エリザベス（英語版）） vs ランディ・サベージ&ゼウス（英語版）（w / センセーショナル・シェリー）●

### 第3回大会（1990年）WWF Summer Slam 1990 "The Heat Returns"
- 開催日 : 8月27日
- 開催場所 : ペンシルベニア州フィラデルフィアのスペクトラム
- 観客動員数 : 19,304人
- ダーク・マッチ -Dark Match-

○シェーン・ダグラス vs バディ・ローズ●
- ○パワー&グローリー(ポール・ローマ&ハーキュリーズ)（w / スリック） vs ザ・ロッカーズ(ショーン・マイケルズ&マーティ・ジャネッティ)●
- WWFインターコンチネンタル王座戦 -WWF Intercontinental Championship-

●ミスター・パーフェクト(c)（w / ボビー・ヒーナン） vs テキサス・トルネード○
- ○センセーショナル・シェリー vs サファイア●
- ○ザ・ウォーロード（w / スリック） vs ティト・サンタナ●
- 2アウト・オブ・3フォールズ・マッチ形式WWFタッグ王座戦 -Two out of three falls Match for the WWF Tag Team Championship-

●デモリッション(スマッシュ&クラッシュ)(c) vs ハート・ファウンデーション(ブレット・ハート&ジム・ナイドハート)○
- ○ジェイク・ロバーツ vs バッド・ニュース・ブラウン●

特別レフェリー ビッグ・ボスマン
- ○ニコライ・ボルコフ&ジム・ドゥガン vs オリエント・エクスプレス(サトー&タナカ)（w / ミスター・フジ）●
- ○ランディ・サベージ（w / センセーショナル・シェリー） vs ダスティ・ローデス●
- ○ハルク・ホーガン（w / ビッグ・ボスマン） vs アースクエイク（w / ジミー・ハート、ディノ・ブラボー）●

カウントアウトによりホーガンの勝利
- スティール・ケージ・マッチ形式WWF王座戦 -Steel cage Match for the WWF Championship-

○アルティメット・ウォリアー(c) vs リック・ルード（w / ボビー・ヒーナン）●

### 第4回大会（1991年）WWF Summer Slam 1991 "A Match Made in Heaven, A Match Made in Hell"
- 開催日 : 8月26日
- 開催場所 : ニューヨーク州ニューヨークシティのマディソン・スクエア・ガーデン
- 観客動員数 : 20,000人
- ダーク・マッチ -Dark Match-

○ココ・B・ウェア vs カトー●
- ○ブリティッシュ・ブルドッグ&リッキー・スティムボート&テキサス・トルネード vs ザ・ウォーロード&パワー&グローリー(ポール・ローマ&ハーキュリーズ)（w / スリック）●
- WWFインターコンチネンタル王座戦 -WWF Intercontinental Championship-

●ミスター・パーフェクト(c)（w / コーチ） vs ブレット・ハート○
- ○ナチュラル・ディザスターズ(アースクエイク&タイフーン)（w / ジミー・ハート） vs ザ・ブッシュワッカーズ(ブッチ&ルーク)（w / アンドレ・ザ・ジャイアント）●
- ミリオン・ダラー王座戦 -Million Dollar Championship-

●テッド・デビアス(c)（w / センセーショナル・シェリー） vs バージル○
- ジェイル・ハウス・マッチ -Jailhouse Match-

○ビッグ・ボスマン vs ザ・マウンティー（w / ジミー・ハート）●
- ストリート・ファイト形式WWFタッグ王座戦 -Street Fight for the WWF Tag Team Championship-

●ナスティ・ボーイズ(ブライアン・ノッブス&ジェリー・サッグス)(c) vs リージョン・オブ・ドゥーム(ホーク&アニマル)○
- ○アーウィン・R・シャイスター vs グレッグ・バレンタイン●
- ハンディキャップ・マッチ -Handicap Match- 特別レフェリー シッド・ジャスティス

○ハルク・ホーガン&アルティメット・ウォリアー vs サージェント・スローター&カーネル・ムスタファ&ジェネラル・アドナン●

### 第5回大会（1992年）WWF Summer Slam 1992
- 開催日 : 8月29日
- 開催場所 : イングランドロンドンのウェンブリー・スタジアム
- 観客動員数 : 80,355人
- ダーク・マッチ -Dark Match-

○ジム・ドゥガン&ザ・ブッシュワッカーズ(ブッチ・ミラー&ルーク・ウィリアムス) vs ザ・マウンティー&ナスティ・ボーイズ(ブライアン・ノッブス&ジェリー・サッグス)（w / ジミー・ハート）●
- ダーク・マッチ -Dark Match-

○パパ・シャンゴ vs ティト・サンタナ●
- ダーク・マッチ -Dark Match-

○タタンカ vs ザ・バーザーカー（w / ミスター・フジ）●
- ○リージョン・オブ・ドゥーム(ホーク&アニマル)（w / ポール・エラリング） vs マネー・インコーポレーテッド(テッド・デビアス&I.R.S.)（w / ジミー・ハート）●
- ○ネイルズ vs バージル●
- △ショーン・マイケルズ（w / センセーショナル・シェリー） vs リック・マーテル△
- WWFタッグ王座戦 -WWF Tag Team Championship-

○ナチュラル・ディザスターズ(アースクエイク&タイフーン)(c) vs ビバリー・ブラザーズ(ブレイク&ボウ)（w / ザ・ジニアス）●
- ○クラッシュ vs リポマン●
- WWF王座戦 -WWF Championship-

●ランディ・サベージ(c) vs アルティメット・ウォリアー○
カウントアウトのため王座移動はなし
- ○ジ・アンダーテイカー（w / ポール・ベアラー） vs カマラ（w / ハービー・ウィップルマン、キム・チー）●
- WWFインターコンチネンタル王座戦 -WWF Intercontinental Championship-

●ブレット・ハート(c) vs ブリティッシュ・ブルドッグ（w / レノックス・ルイス）○

### 第6回大会（1993年）WWF Summer Slam 1993
- 開催日 : 8月30日
- 開催場所 : ミシガン州オーバーンヒルズのザ・パレス・オブ・オーバーンヒルズ
- 観客動員数 : 23,954人
- ダーク・マッチ -Dark Match-

○オーエン・ハート vs バリー・ホロウィッツ●
- ○レイザー・ラモン vs テッド・デビアス●
- WWFタッグ王座戦 -WWF Intercontinental Championship-

○スタイナー・ブラザーズ(リック・スタイナー&スコット・スタイナー)(c) vs ヘブンリー・ボディーズ(トム・プリチャード&ジミー・デル・レイ)●
- WWFインターコンチネンタル王座戦 -WWF Intercontinental Championship-

○ショーン・マイケルズ(c)（w / ディーゼル） vs ミスター・パーフェクト●
- ○アーウィン・R・シャイスター vs 1-2-3キッド●
- ○ブレット・ハート vs ドインク・ザ・クラウン（w / ジェリー・ローラー）●
- ○ジェリー・ローラー vs ブレット・ハート●
- ○ルドヴィッグ・ボルガ vs マーティ・ジャネッティ●
- レスト・イン・ピース・マッチ -Rest in Peace Match-

○ジ・アンダーテイカー（w / ポール・ベアラー） vs ジャイアント・ゴンザレス（w / ハービー・ウィップルマン）●
- ○タタンカ&ザ・スモーキン・ガンズ(ビリー・ガン&バート・ガン) vs バンバン・ビガロ&ヘッドシュリンカーズ(ファトゥ&サムゥ)（w / アファ、ルナ・バション）●
- WWF王座戦 -WWF Championship-

●ヨコズナ(c)（w / ミスター・フジ、ジム・コルネット） vs レックス・ルガー○
カウントアウトのため王座移動なし

### 第7回大会（1994年）WWF Summer Slam 1994
- 開催日 : 8月29日
- 開催場所 : イリノイ州シカゴのユナイテッド・センター
- 観客動員数 : 23,000人
- ダーク・マッチ -Dark Match-

○アダム・ボム vs クワン●
- ○アーウィン・R・シャイスター&バンバン・ビガロ（w / テッド・デビアス） vs ヘッドシュリンカーズ(ファトゥ&サムゥ)（w / アファ、ルー・アルバーノ）●
- WWF女子王座戦 -WWF Women's Championship-

○アランドラ・ブレイズ(c) vs ブル中野（w / ルナ・バション）●
- WWFインターコンチネンタル王座戦 -WWF Intercontinental Championship-

●ディーゼル(c)（w / ショーン・マイケルズ） vs レイザー・ラモン（w / ウォルター・ペイトン）○
- ○タタンカ vs レックス・ルガー●
- ○ジェフ・ジャレット vs メイブル（w / オスカー）●
- スティール・ケージ・マッチ形式WWF王座戦 -Steel Cage Match for the WWF Championship.-

○ブレット・ハート(c) vs オーエン・ハート●
- ○ジ・アンダーテイカー（w / ポール・ベアラー） vs ジ・アンダーテイカー（w / テッド・デビアス）●

### 第8回大会（1995年）WWF Summer Slam 1995
- 開催日 : 8月27日
- 開催場所 : ペンシルベニア州ピッツバーグのピッツバーグ・シビック・アリーナ
- 観客動員数 : 18,062人
- ○白使 vs 1-2-3・キッド●
- ○ハンター・ハースト・ヘルムスリー vs "スパーク・プラグ" ボブ・ホーリー●
- ○スモーキン・ガンズ(ビリー・ガン&バート・ガン) vs ブルー・ブラザーズ(ジェイコブ&イーライ)（w / アンクル・ゼベカイア）●
- ○バリー・ホロウィッツ vs スキップ（w / サニー）●
- WWF女子王座戦 -WWF Women's Championship-

●アランドラ・ブレイズ(c) vs バーサ・フェイ（w / ハービー・ウィップルマン）○
- キャスケット・マッチ -Casket Match-

○ジ・アンダーテイカー（w / ポール・ベアラー） vs カマ（w / テッド・デビアス）●
- ○ブレット・ハート vs アイザック・ヤンカム（w / ジェリー・ローラー）●
- ラダー・マッチ形式WWFインターコンチネンタル王座戦 -Ladder Match for the WWF Intercontinental Championship-

○ショーン・マイケルズ(c) vs レイザー・ラモン●
- WWF王座戦 -WWF Championship-

○ディーゼル(c) vs キング・メイブル（w / サー・モー）●

### 第9回大会（1996年）WWF Summer Slam 1996
- 開催日 : 8月18日
- 開催場所 : オハイオ州クリーブランドのガンド・アリーナ
- 観客動員数 : 17,000人
- フリー・フォー・オール・マッチ -Free For All Match-

○"ストーンコールド" スティーブ・オースチン vs ヨコズナ●
- ○オーエン・ハート vs サビオ・ベガ●
- フェイタル4ウェイエリミネーション形式WWFタッグ王座戦 -Fatal Four-Way Elimination Match for the WWF Tag Team Championship-

○ザ・スモーキン・ガンズ(ビリー・ガン&バート・ガン)(c)（w / サニー） vs ザ・ボディドナーズ(スキップ&ジップ) vs ザ・ニュー・ロッカーズ(マーティ・ジャネッティ&リーフ・キャシディ) vs ザ・ゴッドウィンズ(フィニアス・I・ゴッドウィン&ヘンリー・O・ゴッドウィン)
- ○サイコ・シッド vs ブリティッシュ・ブルドッグ●
- ○ゴールダスト（w / マレーナ） vs マーク・メロ（w / セイブル）●
- ○ジェリー・ローラー vs ジェイク・ロバーツ●
- ボイラー・ルーム・ブロウル -Boiler Room Brawl-

○マンカインド vs ジ・アンダーテイカー●
- WWF王座戦 -WWF Championship-

○ショーン・マイケルズ（w / ホセ・ロザリオ） vs ベイダー（w / ジム・コルネット）●

### 第10回大会（1997年）WWF Summer Slam 1997 "Hart and Soul"
- 開催日 : 8月3日
- 開催場所 : ニュージャージー州イーストラザフォードのコンチネンタル・エアライン・アリーナ
- 観客動員数 : 20,213人
- スティール・ケージ・マッチ -Steel cage Match-

○マンカインド vs ハンター・ハースト・ヘルムスリー（w / チャイナ）●
- ○ゴールダスト（w / マレーナ） vs ブライアン・ピルマン●
- ○リージョン・オブ・ドゥーム(ホーク&アニマル) vs ザ・ゴッドウィンズ(フィニアス・I・ゴッドウィン&ヘンリー・O・ゴッドウィン)●
- WWFヨーロピアン王座 -WWF European Championship-

○ブリティッシュ・ブルドッグ(c) vs ケン・シャムロック●
- 8人タッグチーム・マッチ -Eight-Man Tag Team Match-

○ロス・ボリカス(サビオ・ベガ&ホセ・エストラーダ&ミゲル・ペレス・ジュニア&ヘスス・カスティーヨ・ジュニア) vs ディサイプルズ・オブ・アポカリプス(クラッシュ&チェインズ&8ボール&スカル)●
- WWFインターコンチネンタル王座戦 -WWF Intercontinental Championship-

●オーエン・ハート(c) vs "ストーンコールド" スティーブ・オースチン○
- WWF王座戦 -WWF Championship- スペシャル・レフェリー ショーン・マイケルズ

●ジ・アンダーテイカー(c) vs ブレット・ハート○

### 第11回大会（1998年）WWF Summer Slam 1998 "Highway to Hell"
- 開催日 : 8月30日
- 開催場所 : ニューヨーク州ニューヨークシティのマディソン・スクエア・ガーデン
- 観客動員数 : 21,588人
- 公式大会曲 : AC/DC - Highway to Hell
- サンデー・ナイト・ヒート・マッチ -Sunday Night HEAT Match-

○トゥー・マッチ(スコット・テイラー&ブライアン・クリストファー) vs L.O.D.2000(ホーク&アニマル)●
- サンデー・ナイト・ヒート・マッチ -Sunday Night HEAT Match-

○ギャングレル vs ダスティン・ラネルズ●
- サンデー・ナイト・ヒート・マッチ -Sunday Night HEAT Match-

○ディサイプルズ・オブ・アポカリプス(8ボール&スカル) vs ブラッドショー&ベイダー●
- WWFヨーロピアン王座 -WWF European Championship-

○ディーロ・ブラウン(c) vs バル・ビーナス●
- ハンディキャップ・マッチ -Handicap Match-

○オディティーズ(ジャイアント・シルバ&ゴルガ&クルガン)（w / ルナ・バション、インセイン・クラウン・ポッシー） vs カイエンタイ(TAKAみちのく&ディック東郷&MEN'Sテイオー&ショー・フナキ)（w / ヤマグチ・サン）●
- 敗者髪切り戦 -Hair vs. Hair Match-

○Xパック（w / ハワード・フィンケル） vs ジェフ・ジャレット（w / マーク・カンタベリー、デニス・ナイト）●
- ○エッジ&セイブル vs マーク・メロ&ジャクリーン●
- ライオンズ・デン・マッチ -Lion's Den Match-

○ケン・シャムロック vs オーエン・ハート（w / ダン・スバーン）●
- ハンディキャップ形式WWFタッグ王座戦 -Handicap Match for the WWF Tag Team Championship-

●マンカインド(c) vs ニュー・エイジ・アウトローズ(ロード・ドッグ&ビリー・ガン)○
- ラダー・マッチ形式WWFインターコンチネンタル王座戦 -Ladder Match for the WWF Intercontinental Championship-

●ザ・ロック(c)（w / マーク・ヘンリー） vs トリプルH（w / チャイナ）○
- WWF王座戦 -WWF Championship-

○"ストーンコールド" スティーブ・オースチン(c) vs ジ・アンダーテイカー●

### 第12回大会（1999年）WWF Summer Slam 1999 "An Out of Body Experience"
- 開催日 : 8月22日
- 開催場所 : ミネソタ州ミネアポリスのターゲット・センター
- 観客動員数 : 17,370人
- WWFインターコンチネンタル王座&WWFヨーロピアン王座戦 -WWF Intercontinental Championship and WWF European Championship-

●ディーロ・ブラウン(c) vs ジェフ・ジャレット（w / デブラ）○
- タッグチーム・ターモイル・マッチ -Tag Team Turmoil Match-

○アコライツ(ブラッドショー&ファルーク) vs エッジ&クリスチャン vs ニュー・ブルード(マット・ハーディー&ジェフ・ハーディー)（w / ギャングレル） vs ドロズ&プリンス・アルバート vs ホーリーズ(ハードコア・ホーリー&クラッシュ・ホーリー)●
- WWFハードコア王座戦 -WWF Hardcore Championship-

●ビッグ・ボスマン(c) vs アル・スノー○
- WWF女子王座戦 -WWF Women's Championship-

○アイボリー(c) vs トーリー●
- ライオンズ・デン・ウエポンズ・マッチ -Lion's Den weapons Match-

○ケン・シャムロック vs スティーブ・ブラックマン●
- "ラブ・ハー・オア・リーブ・ハー"グリーンウィッチ・ストリート・ファイト -"Love Her or Leave Her" Greenwich Street Fight-

○テスト vs シェイン・マクマホン●
- WWFタッグチーム王座戦 -WWF Tag Team Championship-

●Xパック&ケイン(c) vs ジ・アンダーテイカー&ビッグ・ショー○
- キス・マイ・アス・マッチ -Kiss My Ass Match-

○ザ・ロック vs ミスター・アス●
- トリプルスレット形式WWF王座戦 -Triple Threat Match for the WWF Championship-

●"ストーンコールド" スティーブ・オースチン(c) vs トリプルH（w / チャイナ） vs マンカインド○
特別レフェリー ジェシー・ベンチュラ

### 第13回大会（2000年）WWF Summer Slam 2000
- 開催日 : 8月27日
- 開催場所 : ノースカロライナ州ローリーのローリー・エンターテイメント&スポーツ・アリーナ
- 観客動員数 : 17,002人
- ○ライト・トゥ・センサー(スティーブン・リチャーズ&ブル・ブキャナン&ザ・グッドファーザー) vs トゥー・クール(スコッティ・2・ホッティ&グランマスター・セクセイ&リキシ)（w / ビクトリア、マンディ）●
- ○Xパック vs ロード・ドッグ●
- ミックス・タッグチーム形式WWFインターコンチネンタル王座戦 -Mixed Tag Team Match for the WWF Intercontinental Championship-

●バル・ビーナス(c)&トリッシュ・ストラタス vs エディ・ゲレロ&チャイナ○
- ○ジェリー・ローラー vs タズ●
- ハードコアマッチ形式WWFハードコア王座戦 -Hardcore match for the WWF Hardcore Championship-

●シェイン・マクマホン(c) vs スティーブ・ブラックマン○
- 2アウト・オブ・3フォールズ・マッチ -Two out of three falls Match-

○クリス・ベノワ vs クリス・ジェリコ●
- TLC形式WWFタッグ王座戦 -Tables, Ladders, and Chairs Match for the WWF Tag Team Championship-

○エッジ&クリスチャン(c) vs ハーディー・ボーイズ(マット・ハーディー&ジェフ・ハーディー)（w / リタ） vs ダッドリー・ボーイズ(ババ・レイ&ディーボン)
- スティンクフェイス・マッチ -Stinkface Match-

○ザ・キャット（w / アル・スノー） vs テリー（w / ペリー・サターン）●
- △ジ・アンダーテイカー vs ケイン△
- トリプルスレット形式WWF王座戦 -Triple Threat Match for the WWF Championship-

○ザ・ロック(c) vs カート・アングル vs トリプルH●

### 第14回大会（2001年）WWF Summer Slam 2001
- 開催日 : 8月19日
- 開催場所 : カリフォルニア州サンノゼのコンパック・センター
- 観客動員数 : 15,293人
- 公式大会曲 : Drowning Pool - Bodies
- サンデー・ナイト・ヒート・マッチ -Sunday Night HEAT Match-

○リタ＆ジャクリーン＆モーリー・ホーリー（WWF） vs トリー・ウィルソン＆ステイシー・キーブラー＆アイボリー（Alliance）●
- WWFインターコンチネンタル王座戦 -WWF Intercontinental Championship-

●ランス・ストーム(c)（Alliance） vs エッジ（WWF）○
- ○ダッドリー・ボーイズ（ババ・レイ・ダッドリー＆ディーボン・ダッドリー）＆テスト（Alliance） vs A.P.A（ブラッドショー＆ファルーク）＆スパイク・ダッドリー（w / モーリー・ホーリー）（WWF）●
- WWFライトヘビー級王座＆WCWクルーザー級王座統一戦 -WWF Light Heavyweight Championship and WCW Cruiserweight Championship Unification Match-

○X-パック（WCWクルーザー級王者）（WWF） vs タジリ（WWFライトヘビー級王者）（WWF）●
- ○クリス・ジェリコ（WWF） vs ライノ（w / ステファニー・マクマホン・ヘルムスリー）（Alliance）●
- ラダー・マッチ形式WWFハードコア王座戦 -Ladder Match for the WWF Hardcore Championship-

●ジェフ・ハーディー(c)（WWF） vs ロブ・ヴァン・ダム（Alliance）○
- スティール・ケージ・マッチ形式WWFタッグ王座＆WCWタッグ王座戦 -Steel Cage Match for the WWF Tag Team Championship and WCW Tag Team Championship-

○ジ・アンダーテイカー＆ケイン（WCWタッグ王者）（WWF） vs ダイヤモンド・ダラス・ペイジ＆キャニオン（WWFタッグ王者）（Alliance）●
- WWF王座戦 -WWF Championship-

●"ストーンコールド" スティーブ・オースチン(c)（Alliance） vs カート・アングル（WWF）○
スティーブ・オースチンの反則負けの為王座移動は無し
- WCW王座戦 -WCW Championship-

●ブッカー・T(c)（w / シェイン・マクマホン）（Alliance） vs ザ・ロック（WWF）○

### 第15回大会（2002年）WWE Summer Slam 2002
- 開催日 : 8月25日
- 開催場所 : ニューヨーク州ユニオンデールのナッソー・ベテランズ・メモリアル・コロシアム
- 観客動員数 : 14,797人
- 公式大会曲 : Fight
- サンデー・ナイト・ヒート・マッチ -Sunday Night HEAT Match-（RAW）

○スパイク・ダッドリー vs スティーブン・リチャーズ●
- ○カート・アングル vs レイ・ミステリオ●（SmackDown!）
- ○リック・フレアー vs クリス・ジェリコ●（RAW）
- ○エッジ vs エディ・ゲレロ●（SmackDown!）
- 世界タッグ王座戦 -World Tag Team Championship-（RAW）

○アン・アメリカンズ（ランス・ストーム＆クリスチャン）(c) vs ブッカー・T＆ゴールダスト●
- WWEインターコンチネンタル王座戦 -WWE Intercontinental Championship-（RAW＆SmackDown!）

●クリス・ベノワ(c)（SmackDown!） vs ロブ・ヴァン・ダム（RAW）○
- ○ジ・アンダーテイカー vs テスト●（RAW）
- ストリート・ファイト・マッチ -Street Fight Match-（RAW）

○ショーン・マイケルズ vs トリプルH●
- WWE統一王座戦 -WWE Undisputed Championship-（SmackDown!）

●ザ・ロック(c) vs ブロック・レスナー（w / ポール・ヘイマン）○

### 第16回大会（2003年）WWE Summer Slam 2003
- 開催日 : 8月24日
- 開催場所 : アリゾナ州フェニックスのアメリカ・ウェスト・アリーナ
- 観客動員数 : 16,113人
- 公式大会曲 : Metallica - St. Anger
- サンデー・ナイト・ヒート・マッチ -Sunday Night HEAT Match-（SmackDown!）

○マット・ハーディー vs ザック・ゴーウェン●
SmackDown!でザック・ゴーウェンがブロック・レスナーの手によって負傷したため、マット・ハーディーの不戦勝となる
- サンデー・ナイト・ヒート・マッチ/WWEクルーザー級王座戦 -Sunday Night HEAT Match/WWE Cruiserweight Championship-（SmackDown!）

○レイ・ミステリオ(c) vs シャノン・ムーア●
- 世界タッグ王座戦 -World Tag Team Championship-（RAW）

○ラ・レジスタンス（シルヴァン・グラニエ＆レネ・デュプリー）（w / ロブ・コンウェイ）(c) vs ダッドリー・ボーイズ（ババ・レイ・ダッドリー＆ディーボン・ダッドリー）（w / スパイク・ダッドリー）●
- ○ジ・アンダーテイカー vs A-トレイン（w / セーブル）●（SmackDown!）
- ノーDQ, ピンフォールズ・カウント・エニウェア・マッチ -No Disqualification, Pinfalls County Anywhere Match-（RAW）

○シェイン・マクマホン vs エリック・ビショフ●
- フェイタル4ウェイ形式US王座戦 -Fatal Four-Way Match for the WWE United States Championship-（SmackDown!）

○エディ・ゲレロ(c) vs クリス・ベノワ vs タジリ vs ライノ●
- WWE王座戦 -WWE Championship-（SmackDown!）

○カート・アングル(c) vs ブロック・レスナー●
- ノー・ホールズ・バード・マッチ -No Holds Barred Match-（RAW）

○ケイン vs ロブ・ヴァン・ダム●
- エリミネーション・チェンバー形式世界ヘビー級王座戦 -Elimination Chamber Match for the World Heavyweight Championship-（RAW）

○トリプルH(c) vs ゴールドバーグ vs クリス・ジェリコ vs ショーン・マイケルズ vs ランディ・オートン vs ケビン・ナッシュ
| 退場順 | スーパースター       | 入場順 | 退場させたスーパースター |
| 1      | ケビン・ナッシュ     | 4      | ショーン・マイケルズ     |
| 2      | ランディ・オートン   | 3      | ゴールドバーグ           |
| 3      | ショーン・マイケルズ | 2      | ゴールドバーグ           |
| 4      | クリス・ジェリコ     | 1      | ゴールドバーグ           |
| 5      | ゴールドバーグ       | 6      | トリプルH                |
| 勝者   | トリプルH            | 5      |                          |

### 第17回大会（2004年）WWE Summer Slam 2004
- 開催日 : 8月15日
- 開催場所 : カナダオンタリオ州トロントのエア・カナダ・センター
- 観客動員数 : 17,640人
- 公式大会曲 : Rush - Summertime Blues
- サンデー・ナイト・ヒート・マッチ -Sunday Night HEAT Match-（SmackDown!）

○ロブ・ヴァン・ダム vs レネ・デュプリー●
- ○ダッドリー・ボーイズ（ババ・レイ・ダッドリー＆ディーボン・ダッドリー＆スパイク・ダッドリー） vs レイ・ミステリオ＆ポール・ロンドン＆ビリー・キッドマン●（SmackDown!）
- “死が二人を分かつまで” -Till Death Do Us Part Match-（RAW）

○ケイン vs マット・ハーディー（w / リタ）●
- WWE・US王座5番勝負第1戦 -Best of Five Series Match, Match #1 for the WWE United States Championship-（SmackDown!）

●ブッカー・T(c) vs ジョン・シナ○
- トリプルスレット形式WWEインターコンチネンタル王座戦 -Triple Threat Match for the WWE Intercontinental Championship-（RAW）

○エッジ(c) vs バティスタ vs クリス・ジェリコ●
- ○カート・アングル（w / ルーサー・レインズ） vs エディ・ゲレロ●（SmackDown!）
- ○トリプルH（w / リック・フレアー） vs ユージン●（RAW）
- ディーヴァ・ドッジボール戦 -Diva Dodgeball Match-（RAW）

○クリスティ＆ジョイ＆マリア＆エイミー＆トレイシー＆ミシェル vs モーリー・ホーリー＆ステイシー・キーブラー＆ジャズ＆ニディア＆ゲイル・キム＆ビクトリア●
- WWE王座戦 -WWE Championship-（SmackDown!）

○ジョン "ブラッドショー" レイフィールド(c)（w / オーランド・ジョーダン） vs ジ・アンダーテイカー●
（ジ・アンダーテイカーの反則負け）
- 世界ヘビー級王座戦 -World Heavyweight Championship-（RAW）

●クリス・ベノワ(c) vs ランディ・オートン○

### 第18回大会（2005年）WWE Summer Slam 2005
- 開催日 : 8月21日
- 開催場所 : ワシントンD.C.のMCIセンター
- 観客動員数 : 18,156人
- 公式大会曲 : Fat Joe feat. Nelly - Get it Poppin'

Seether - Remedy
- サンデー・ナイト・ヒート・マッチ -Sunday Night HEAT Match-（RAW）

○クリス・マスターズ vs ザ・ハリケーン（w / ロージー＆スーパー・ステイシー）●
- WWE・US王座戦 -WWE United States Championship-（SmackDown!）

●オーランド・ジョーダン(c) vs クリス・ベノワ○
- ○エッジ（w / リタ） vs マット・ハーディー●（RAW）
- ドミニク親権争奪ラダー・マッチ -Ladder Match for Custody of Dominic-（SmackDown!）

○レイ・ミステリオ vs エディ・ゲレロ●
- オリンピック・ゴールド・メダル・マッチ ノー・タイム・リミット -Olympic Gold Medal Match No Time Limit-（RAW）

○カート・アングル vs ユージン（w / クリスティ・ヘミー）●
- ○ランディ・オートン vs ジ・アンダーテイカー●（SmackDown!）
- WWE王座戦 -WWE Championship-（RAW）

○ジョン・シナ(c) vs クリス・ジェリコ●
- ノー・ホールズ・バード形式世界ヘビー級王座戦 -No Holds Barred Match for the World Heavyweight Championship-（SmackDown!）

○バティスタ(c) vs ジョン "ブラッドショー" レイフィールド●
- レジェンド vs アイコン -Legend vs Icon-（RAW）

○ハルク・ホーガン vs ショーン・マイケルズ●

### 第19回大会（2006年）WWE Summer Slam 2006
- 開催日 : 8月20日
- 開催場所 : マサチューセッツ州ボストンのTDバンクノース・ガーデン
- 観客動員数 : 16,168人
- 公式大会曲 : Godsmack - The Enemy

Teddybears - Cobrastyle
- ダーク・マッチ -Dark match-（RAW）

○カリート vs ロブ・コンウェイ●
- ○チャボ・ゲレロ vs レイ・ミステリオ●（SmackDown!）
- エクストリーム・ルール・マッチ形式ECW世界ヘビー級王座戦 -Extreme Rules Match for the ECW World Heavyweight Championship-（ECW）

○ビッグ・ショー(c) vs サブゥー●
- レジェンド vs レジェンド・キラー -Legend vs Legend Killer-（RAW）

○ハルク・ホーガン vs ランディ・オートン●
- "アイ・クイット" マッチ -"I Quit" Match-（RAW）

○リック・フレアー vs ミック・フォーリー●
- 世界ヘビー級王座戦 -World Heavyweight Championship-（SmackDown!）

●キング・ブッカー(c)（w / クイーン・シャーメル） vs バティスタ○
反則負けのため王座移動はなし
- ○D-ジェネレーションX（トリプルH＆ショーン・マイケルズ） vs ミスター・マクマホン＆シェイン・マクマホン●（RAW）

マクマホンズのアシストとしてスピリット・スクワッド、ケン・ケネディ、ウィリアム・リーガル、フィンレー、ビッグ・ショー、ウマガ、アルマンド・アレハンドロ・エストラーダが乱入
- WWE王座戦 -WWE Championship-（RAW）

○エッジ(c)（w / リタ） vs ジョン・シナ●
エッジの反則負けでも王座は移動というルール

### 第20回大会（2007年）WWE Summer Slam 2007
- 開催日 : 8月26日
- 開催場所 : ニュージャージー州イーストラザフォードのコンチネンタル・エアライン・アリーナ
- 観客動員数 : 17,441人
- 公式大会曲 : Kat DeLuna - Whine Up
- ダーク・マッチ -Dark Match-（RAW）

○ランス・ケイド＆トレバー・マードック vs ポール・ロンドン＆ブライアン・ケンドリック●
- ○ケイン vs フィンレー● （SmackDown!）
- トリプルスレット形式WWEインターコンチネンタル王座戦 -Triple Threat Match for the WWE Intercontinental Championship-（RAW）

○ウマガ(c) vs カリート vs Mr.ケネディ●
- ○レイ・ミステリオ vs チャボ・ゲレロ●（SmackDown!）
- インタープロモーショナル・ディーヴァ・バトルロイヤル -Interpromotional Diva Battle Royal -（RAW&SmackDown!&ECW）

優勝者ベス・フェニックス
以下、出場者一覧 ベス・フェニックス、ミシェル・マクール、トリー・ウィルソン、メリーナ、ミッキー・ジェームス、ジリアン・ホール、ケリー・ケリー、クリスタル・マーシャル、ビクトリア、レイラ、マリア、ブルック
- ECW世界王座戦 -ECW World Championship-（ECW）

○ジョン・モリソン(c) vs CMパンク●
- ○トリプルH vs キング・ブッカー(c)（w / クイーン・シャーメル）●（RAW）
- 世界ヘビー級王座戦 -World Heavyweight Championship-（SmackDown!）

●グレート・カリ(c)（w / ランジン・シン） vs バティスタ○
カリの反則負けのため王座移動はなし
- WWE王座戦 -WWE Championship-（RAW）

○ジョン・シナ(c) vs ランディ・オートン●

### 第21回大会（2008年）WWE Summer Slam 2008
- 開催日 : 8月17日
- 開催場所 : インディアナ州インディアナポリスのコンセコ・フィールドハウス
- 観客動員数 : 15,997人
- 公式大会曲 : Jet Black Stare - Ready To Roll
- ダーク・マッチ -Dark Match-（SmackDown!）

○ビッグ・ショー vs バム・ニーリー●
- ○MVP vs ジェフ・ハーディー●（SmackDown!）
- WWE・インターコンチネンタル王座＆WWE・女子王座総取りタッグ戦 -Winner Takes All Tag-Team Match-（RAW）

●コフィ・キングストン(c)＆ミッキー・ジェームス(c) vs サンティーノ・マレラ＆ベス・フェニックス○
- ショーン・マイケルズの進退発表（RAW）
- ECW王座戦 -ECW Championship-（ECW）

●マーク・ヘンリー(c)（w / トニー・アトラス） vs マット・ハーディー○
ヘンリーの反則負けのため王座移動はなし
- 世界ヘビー級王座戦 -World Heavyweight Championship-（RAW）

○CMパンク(c) vs JBL●
- WWE王座戦 -WWE Championship-（SmackDown!）

○トリプルH(c) vs ザ・グレート・カリ●
- ○バティスタ vs ジョン・シナ●（RAW）
- ヘル・イン・ア・セルマッチ -Hell in a Cell Match-（SmackDown!）

○ジ・アンダーテイカー vs エッジ●

### 第22回大会（2009年）WWE Summer Slam 2009
- 開催日 : 8月23日
- 開催場所 : カリフォルニア州ロサンゼルスのステイプルズ・センター
- 観客動員数 : 17,129人
- 公式大会曲 : Aerosmith - You Gotta Move
- ダーク・マッチ/15ディーヴァズバトル・ロイヤル -Dark Match/15-Divas Battle Royal-

優勝者 ベス・フェニックス
特別レフェリーチャボ・ゲレロ
- インターコンチネンタル王座戦 -WWE Intercontinental Championship-

○レイ・ミステリオ(c) vs ドルフ・ジグラー●
- ○MVP vs ジャック・スワガー●
- WWE統一タッグ王座戦 -Unified WWE Tag Team Championship-

○クリス・ジェリコ＆ビッグ・ショー(c) vs クライム・タイム(JTG＆シャド)●
- ○ケイン vs グレート・カリ（w /ランジン・シン）●
- ○D-ジェネレーションX(トリプルH＆ショーン・マイケルズ) vs レガシー(コーディ・ローデス＆テッド・デビアス)●
- ECW王座戦 -ECW Championship-

○クリスチャン(c) vs ウィリアム・リーガル（w / ウラジミール・コズロフ、エゼキエル・ジャクソン）●
- WWE王座戦 -WWE Championship-

○ランディ・オートン(c) vs ジョン・シナ●
- TLC形式世界ヘビー級王座戦 -TLC Match for the World Heavyweight Championship-

●ジェフ・ハーディー(c) vs CMパンク○

### 第23回大会（2010年）WWE Summer Slam 2010
- 開催日 : 8月15日
- 開催場所 : カリフォルニア州ロサンゼルスのステイプルズ・センター
- 観客動員数 : 17,463人
- 公式大会曲 : Jet - Rip It Up
- ダーク・マッチ -Dark Match-

○エヴァン・ボーン vs ザック・ライダー●
- インターコンチネンタル王座戦 -WWE Intercontinental Championship-

ドルフ・ジグラー(c) vs コフィ・キングストン
ネクサスの乱入により無効試合
- WWEディーヴァズ王座戦 -WWE Divas Championship-

●アリシア・フォックス(c) vs メリーナ○
- ハンディキャップ・マッチ -3-on-1 Handicap Match-

○ビッグ・ショー vs ストレート・エッジ・ソサエティ(CMパンク＆ルーク・ギャローズ＆ジョーイ・マーキュリー)●
- WWE王座戦 -WWE Championship-

●シェイマス(c) vs ランディ・オートン○
シェイマスの反則負けのため王座移動はなし
- 世界ヘビー級王座戦 -World Heavyweight Championship-

○ケイン(c) vs レイ・ミステリオ●
- 7vs7エリミネーション・マッチ -7-on-7 Elimination Tag Team Match-

○チーム・WWE(ジョン・シナ＆クリス・ジェリコ＆エッジ＆ジョン・モリソン＆Rトゥルース＆ブレット・ハート＆X=ダニエル・ブライアン) vs チーム・ネクサス(ウェイド・バレット＆ジャスティン・ガブリエル＆ヒース・スレイター＆デビッド・オタンガ＆スキップ・シェフィールド＆マイケル・ターヴァー＆ダレン・ヤング)●
| 退場順   | スーパースター           | チーム           | 退場させたスーパースター |
| -------- | ------------------------ | ---------------- | ------------------------ |
| 1        | ダレン・ヤング           | チーム・ネクサス | ダニエル・ブライアン     |
| 2        | マイケル・ターヴァー     | チーム・ネクサス | ジョン・モリソン         |
| 3        | ジョン・モリソン         | チーム・WWE      | スキップ・シェフィールド |
| 4        | Rトゥルース              | チーム・WWE      | スキップ・シェフィールド |
| 5        | ブレット・ハート         | チーム・WWE      | 反則による退場           |
| 6        | スキップ・シェフィールド | チーム・ネクサス | エッジ                   |
| 7        | デビッド・オタンガ       | チーム・ネクサス | クリス・ジェリコ         |
| 8        | クリス・ジェリコ         | チーム・WWE      | ヒース・スレイター       |
| 9        | エッジ                   | チーム・WWE      | ヒース・スレイター       |
| 10       | ヒース・スレイター       | チーム・ネクサス | ダニエル・ブライアン     |
| 11       | ダニエル・ブライアン     | チーム・WWE      | ウェイド・バレット       |
| 12       | ジャスティン・ガブリエル | チーム・ネクサス | ジョン・シナ             |
| 13       | ウェイド・バレット       | チーム・ネクサス | ジョン・シナ             |
| 勝ち残り | ジョン・シナ             | チーム・WWE      |                          |

### 第24回大会（2011年）WWE Summer Slam 2011
- 開催日 : 8月14日
- 開催場所 : カリフォルニア州ロサンゼルスのステイプルズ・センター
- 観客動員数 : 17,404人
- 公式大会曲 : Cee Lo Green - Bright Lights Bigger City
- ダーク・マッチ -Dark Match-

○ドルフ・ジグラー(w / ヴィッキー・ゲレロ) vs アレックス・ライリー●
- ○レイ・ミステリオ,ジョン・モリソン&コフィ・キングストン vs ザ・ミズ,アルベルト・デル・リオ&Rトゥルース●
- ○マーク・ヘンリー vs シェイマス●
- ディーヴァズ王座戦 -WWE Divas Championship-

○ケリー・ケリー(c)(w / イヴ・トーレス) vs ベス・フェニックス(w / ナタリヤ)●
- ○ウェイド・バレット vs ダニエル・ブライアン●
- ノー・ホールズ・バード・マッチ形式世界ヘビー級王座戦 -No Holds Barred Match for the World Heavyweight Championship-

●クリスチャン(c) vs ランディ・オートン○
- WWE王座統一戦 -Undisputed WWE Championship- スペシャル・レフェリー：トリプルH

○CMパンク(c) vs ジョン・シナ(c)●
勝者が真のWWE王者として認定される。
試合後、乱入したケビン・ナッシュのジャックナイフ・パワーボムをCMパンクが食らいグロッキーになったところにアルベルト・デル・リオがマネー・イン・ザ・バンクの権利を行使し、急遽WWE王座戦が組まれる。
- WWE王座戦 -WWE Championship-

●CMパンク(c) vs アルベルト・デル・リオ○

### 第25回大会（2012年）WWE Summer Slam 2012
開催日 : 8月19日
- 開催場所 : カリフォルニア州ロサンゼルスのステイプルズ・センター
- 観客動員数 : 17,482人
- 公式大会曲 : ケヴィン・ルドルフ - "Don't Give Up"
- ダーク・マッチ/ユナイテッドステイツ王座戦 -WWE United States Championship-

●サンティーノ・マレラ(c) vs アントニオ・セザーロ(w / アクサナ)○
- 〇クリス・ジェリコ vs ドルフ・ジグラー●
- ○ダニエル・ブライアン vs ケイン●
- インターコンチネタル王座戦 -WWE Intercontinental Championship-

○ザ・ミズ(c) vs レイ・ミステリオ●
- 世界ヘビー級王座戦 -World Heavyweight Championship-

○シェイマス(c) vs アルベルト・デル・リオ(w / リカルド・ロドリゲス)●
- WWEタッグ王座戦 -WWE Tag Team Championship-

○コフィ・キングストン&Rトゥルース(c) vs プライムタイム・プレイヤーズ(タイタス・オニール＆ダレン・ヤング)
- トリプルスレット形式WWE王座戦 -Triple Threat Match for the WWE Championship-

○CMパンク(c) vs ジョン・シナ　vs ビッグ・ショー●
- ノーDQ・マッチ -No Disqualification Match-

○ブロック・レスナー(w / ポール・ヘイマン) vs トリプルH●

### 第26回大会（2013年）WWE Summer Slam 2013
- 開催日 : 8月18日
- 開催場所 : カリフォルニア州ロサンゼルスのステイプルズ・センター
- 観客動員数 : 14,500人
- 公式大会曲 : Clinton Sparks - "Gold Rush"
- ダーク・マッチ/ユナイテッドステイツ王座戦 -WWE United States Championship-

○ロブ・ヴァン・ダム(w / マーク・ヘンリー&ビッグ・ショー) vs ディーン・アンブローズ(c)(w / セス・ロリンズ&ロマン・レインズ)●
アンブローズの反則負けにより王座移動はなし
- インフェルノ・マッチ -Inferno Match -

○ブレイ・ワイアット(w / ルーク・ハーパー&エリック・ローワン) vs ケイン●
- ○コーディ・ローデス vs ダミアン・サンドウ●
- 世界ヘビー級王座戦 -World Heavyweight Championship-

○アルベルト・デル・リオ(c) vs クリスチャン●
- ○ナタリヤ(w / ファンカダクタイルズ（ナオミ&キャメロン))vs ブリー・ベラ(w / エヴァ・マリア&ニッキー・ベラ)●
- ノーDQ・マッチ -No Disqualification Match-

○ブロック・レスナー(w / ポール・ヘイマン) vs CMパンク●
- 男女混合タッグチーム・マッチ -Mixed Tag Team Match-

○ドルフ・ジグラー&ケイトリン vs ビッグ・E・ラングストン&AJ・リー●
- WWE王座戦 -WWE Championship- スペシャル・レフェリー：トリプルH

●ジョン・シナ(c) vs ダニエル・ブライアン○
試合後、トリプルHのペディグリーをブライアンが食らいグロッキーになったところにランディ・オートンがマネー・イン・ザ・バンクの権利を行使し、急遽WWE王座戦が組まれる。
- WWE王座戦 -WWE Championship-　スペシャル・レフェリー：トリプルH

●ダニエル・ブライアン(c) vs ランディ・オートン○

### 第27回大会（2014年）WWE Summer Slam 2014
- 開催日 : 8月17日
- 開催場所 : カリフォルニア州ロサンゼルスのステイプルズ・センター
- 観客動員数 : 17.537人
- 公式大会曲 : "Lights Go Out" - Fozzy/ "Sunshine" - Teddybears ft. Malte Holmberg and Natalie Storm/ "Goin' Down" - フロー・ライダー ft. Sage the Gemini
- -キックオフショー枠-

○ロブ・ヴァン・ダム vs セザーロ●
- インターコンチネンタル王座戦 -WWE Intercontinental championship-

●ザ・ミズ(c) vs ドルフ・ジグラー○
- ディーヴァズ王座戦 -WWE Divas championship-

●AJ・リー (c) vs ペイジ○
- フラッグ・マッチ -Flag Match-

○ルセフ(w / ラナ) vs ジャック・スワガー（w / ゼブ・コルター）●
※レフリーストップ
- ランバージャック・マッチ -Lumberjack Match-

○セス・ロリンズ vs ディーン・アンブローズ●
- ○ブレイ・ワイアット vs クリス・ジェリコ●

※ワイアット・ファミリーの付き添い禁止
- ○ステファニー・マクマホン(w / トリプルH） vs ブリー・ベラ(w / ニッキー・ベラ)●

※ニッキーの裏切りによりブリーが敗北
- ○ロマン・レインズ vs ランディ・オートン●
- WWE世界ヘビー級王座戦 -WWE World heavyweight championship-

●ジョン・シナ(c) vs ブロック・レスナー(w / ポール・ヘイマン)○

### 第28回大会（2015年）WWE Summer Slam 2015
- 開催日 : 8月23日
- 開催場所 : ニューヨーク州ブルックリンのバークレイズ・センター
- 観客動員数 : 15,702人
- 公式大会曲 : デミ・ロヴァート - "Cool for the Summer"

　 CFO$ - "Big Summer"
- ○シェイマス vs ランディ・オートン●
- フェイタル4ウェイ形式WWEタッグ王座戦 -Fatal 4-Way tag team match for the WWE Tag Team Championship-

○プライムタイム・プレイヤーズ(ダレン・ヤング & タイタス・オニール)(c) vs ルチャ・ドラゴンズ(カリスト & シン・カラ) vs ロス・マタドールズ(プリモ & エピコ)(w/エル・トリート) vs ニュー・デイ(ビッグ・E & コフィ・キングストン(w/エグザビアー・ウッズ))○
- △ドルフ・ジグラー(w/ラナ) vs ルセフ(w/サマー・レイ)△

両者リングアウト、引き分け
- ○スティーヴン・アメル & ネヴィル vs スターダスト & キング・バレット●
- トリプルスレット形式インターコンチネンタル王者戦 -Triple Threat match for the WWE Intercontinental Championship-

○ライバック(c) vs ビッグ・ショー vs ザ・ミズ●
- ○ロマン・レインズ & ディーン・アンブローズ vs ワイアット・ファミリー(ブレイ・ワイアット & ルーク・ハーパー)●
- WWE世界ヘビー級王座&ユナイテッドステイツ王座戦 -WWE World Heavyweight Championship and the WWE United States Championship-

●ジョン・シナ(c) vs セス・ロリンズ(c)○
- 3チーム・エリミネーション戦 -Three-team elimination match-

○チームPCB (ペイジ & シャーロット & ベッキー・リンチ) vs チーム・ベラ(ブリ―・ベラ & ニッキ―・ベラ & アリシア・フォックス) vs チームB.A.D (サシャ・バンクス & ナオミ & タミーナ)
- ○ケビン・オーエンズ vs セザーロ●
- ○ジ・アンダーテイカー vs ブロック・レスナー(w/ポール・ヘイマン)●

### 第29回大会（2016年）WWE Summer Slam 2016
- 開催日 : 8月21日
- 開催場所 : ニューヨーク州ブルックリンのバークレイズ・センター
- 観客動員数 : 15,974人
- 公式大会曲 : フォート・マイナー - "Welcome"

　  CFO$ - "Big Summe"
　  フロー・ライダー - "Who's With Me"
　 ワーレイ - "My PYT"
- キックオフ・ショー/12人タッグタッグマッチ -Kickoff Show/12-man tag team match-（Smackdown LIVE）

○アメリカン・アルファ(ジェイソン・ジョーダン&チャド・ゲイブル)&ハイプ・ブロス(ザック・ライダー&モジョ・ローリー)&ウーソズ(ジェイ・ウーソ&ジミー・ウーソ) vs ブリーザンゴ(ファンダンゴ&タイラー・ブリーズ)&ジ・アセンション(ビクター&コナー)&ボードビリアンズ(エイデン・イングリッシュ&サイモン・ゴッチ)●
- キックオフ・ショー -Kickoff Show-

○サミ・ゼイン&ネヴィル vs ダッドリー・ボーイズ(ババ・レイ・ダッドリー&ディーボン・ダッドリー)●
- キックオフ・ショー/7番勝負第一戦 -Kickoff Show/First in the best of seven series-（RAW）

○シェイマス vs セザーロ●
- ○クリス・ジェリコ&ケビン・オーウェンス vs エンツォ・アモーレ&ビッグ・キャス●
- WWE女子王座戦 -WWE Womans championship-（RAW）

●サシャ・バンクス(c) vs シャーロット○
- インターコンチネンタル王座戦 -WWE Intercontinental championship-（Smackdown LIVE）

○ザ・ミズ(w/マリース)(c) vs アポロ・クルーズ●
- ○AJスタイルズ vs ジョン・シナ●（Smackdown Live）
- WWEタッグチーム王座戦 -WWE Tagteam championship-

●ニュー・デイ(コフィ・キングストン&エグザビアー・ウッズ）(w/ジョン・スチュワート)(c) vs カール・アンダーソン&ルーク・ギャローズ○
DQのため、王座移動はなし。
- WWE世界王座戦 -WWE world championship-（Smackdown LIVE）

○ディーン・アンブローズ(c) vs ドルフ・ジグラー●
- 6人タッグチーム・マッチ -6 person Tag Team match-

○ナタリア&アレクサ・ブリス&ニッキー・ベラ vs ベッキー・リンチ&カメーラ&ナオミ●
- WWEユニバーサル王者決定戦 -WWE Universal championship-（RAW）

○フィン・ベイラー vs セス・ロリンズ●
- ○ブロック・レスナー(w / ポール・ヘイマン)（RAW） vs ランディー・オートン（Smackdown LIVE）●

### 第30回大会（2017年）WWE Summer Slam 2017
- 開催日 : 8月20日
- 開催場所 : ニューヨーク州ブルックリンのバークレイズ・センター
- 観客動員数 : 16,128人
- 公式大会曲 : マシン・ガン・ケリー feat. ジェイムス・アーサー - "Go For Broke"

　  アレハンドロ・ゴンサレス & ジョン・フルフォード - "Empire"
　 ザ・スコア - "Legend"
- キックオフ・ショー -Kickoff Show-（RAW）

○ザ・ミズ&ミズトラージ(ボー・ダラス&カーティス・アクセル)(w / マリース) vs ハーディー・ボーイズ(マット・ハーディー&ジェフ・ハーディー)&ジェイソン・ジョーダン●
- キックオフ・ショー -Kickoff Show-/WWEクルーザー級王座戦 -WWE Cruiserweight Championship-（205 Live）

●戸澤陽(w / タイタス・オニール)(c) vs ネヴィル○
- キックオフ・ショー -Kickoff Show-/WWEスマックダウン タッグ王座戦 -WWE SmackDown Tag Team Championship-

●ニュー・デイ (エグザビアー・ウッズ&ビッグ・E)(w / コフィ・キングストン)(c) vs ウーソズ(ジミー・ウーソ&ジェイ・ウーソ)○
- ○ジョン・シナ vs バロン・コービン●（Smackdown LIVE）
- WWEスマックダウン女子王座戦 -WWE SmackDown Women's Championship-

●ナオミ(c) vs ナタリア○
- ○ビッグ・キャス vs ビッグ・ショー●（RAW）
- ○ランディ・オートン vs ルセフ●（Smackdown LIVE）
- RAW女子王者戦 -WWE RAW Women's Championship-

●アレクサ・ブリス(c) vs サーシャ・バンクス○
当初はベイリーが挑戦する予定であったが右肩を負傷したため、ナイア・ジャックスとの挑戦者決定戦を経てサーシャの挑戦が決定した。
- ○フィン・ベイラー vs ブレイ・ワイアット●（RAW）
- WWE RAWタッグチーム王座戦 -WWE Raw Tag Team Championship-

●シェイマス&セザーロ(c) vs ディーン・アンブローズ&セス・ロリンズ○
- WWEユナイテッドステイツ王座戦 -WWE United States Championship-（Smackdown LIVE）

○AJスタイルズ(c) vs ケビン・オーウェンズ●
スペシャルレフェリー：シェイン・マクマホン
- WWE王座戦 -WWE Championship-（Smackdown LIVE）

○ジンダー・マハル (w / シン・ブラザーズ (サミル・シン&スニル・シン))(c) vs 中邑真輔●
- フェイタル4ウェイ形式WWEユニバーサル王座戦 -Fatal 4 Way Match for the WWE Universal Championship-（RAW）

○ブロック・レスナー(w / ポール・ヘイマン)(c) vs サモア・ジョー vs ロマン・レインズ vs ブラウン・ストローマン

### 第31回大会（2018年）WWE Summer Slam 2018
- 開催日 : 2018年8月19日
- 開催場所 : バークレイズ・センター (ニューヨーク州ブルックリン)
- 観客動員数 : 16,169人[1]
- 公式大会曲 : AJR - "Burn the House Down"[2]、フロー・ライダー - "Sweet Sensation"[2]

| No.                                                                             | 結果 | 試合形式                                        | 時間  |
| ------------------------------------------------------------------------------- | --- | ----------------------------------------------- | ----- |
| 1P                                                                              | ◯アンドラーデ・"シエン"・アルマス & ゼリーナ・ヴェガ vs. ルセフ & ラナ● | 男女混合タッグマッチ                            | 7:00  |
| 2P                                                                              | ◯セドリック・アレクサンダー (c) vs. ドリュー・グラック● | WWEクルーザー級王座戦                           | 10:15 |
| 3P                                                                              | ◯Bチーム (ボー・ダラス & カーティス・アクセル) (c) vs. リヴァイバル (ダッシュ・ワイルダー & スコット・ドーソン)●                                                                           | WWEロウタッグ王座戦                             | 6:15  |
| 4                                                                               | ●ドルフ・ジグラー (c) (with ドリュー・マッキンタイア) vs. セス・ロリンズ (with ディーン・アンブローズ)◯                                                                                    | WWEインターコンチネンタル王座戦                 | 22:00 |
| 5                                                                               | ●ブラジオン・ブラザーズ (ハーパー & ローワン) (c) vs. ニュー・デイ (ビッグE & エクザビア・ウッズ) (with コフィ・キングストン)◯ - 反則裁定により無効試合 (ブラジオン・ブラザーズが王座防衛) | WWEスマックダウンタッグ王座戦                   | 9:45  |
| 6                                                                               | ◯ブラウン・ストローマン (MITBホルダー) vs. ケヴィン・オーウェンズ● | マネー・イン・ザ・バンク権利争奪戦              | 1:50  |
| 7                                                                               | カーメラ (c) vs. ベッキー・リンチ● vs. シャーロット・フレアー◯ | トリプルスレット形式WWEスマックダウン女子王座戦 | 15:15 |
| 8                                                                               | ●AJ スタイルズ (c) vs. サモア・ジョー◯ - 反則裁定により無効試合 (AJ スタイルズが王座防衛)                                                                                                  | WWE王座戦                                       | 22:45 |
| 9                                                                               | ◯ザ・ミズ vs. ダニエル・ブライアン● | シングルマッチ                                  | 23:30 |
| 10                                                                              | ◯フィン・ベイラー vs. バロン・コービン● | シングルマッチ                                  | 1:35  |
| 11                                                                              | ◯中邑真輔 (c) vs. ジェフ・ハーディー● | WWE US王座戦                                    | 11:00 |
| 12                                                                              | ●アレクサ・ブリス (c) vs. ロンダ・ラウジー (with ナタリヤ)◯ | WWEロウ女子王座戦                               | 4:00  |
| 13                                                                              | ●ブロック・レスナー (c) (with ポール・ヘイマン) vs. ローマン・レインズ◯ | WWEユニバーサル王座戦                           | 6:10  |
| - (c) – 試合開始時点でのチャンピオンを指す - P – プレショーで行われた試合を指す | |                                                 |       |

### 第32回大会（2019年）WWE SummerSlam 2019
| No.                                                                             | 結果 | 試合形式                                             | 時間  |
| ------------------------------------------------------------------------------- | --- | ---------------------------------------------------- | ----- |
| 1P                                                                              | ○ドリュー・グラック (c) vs. オニー・ローキャン●                                                                 | WWEクルーザー級王座戦                                | 8:45  |
| 2P                                                                              | ○バディー・マーフィー vs. アポロ・クルーズ● 反則裁定による決着                                                  | シングルマッチ                                       | 4:20  |
| 3P                                                                              | ○アレクサ・ブリス & ニッキー・クロス (c) vs. アイコニックス (ビリー・ケイ & ペイトン・ロイス)●                  | WWE女子タッグ王座戦                                  | 6:15  |
| 4                                                                               | ◯ベッキー・リンチ (c) vs. ナタリヤ●                                                                             | サブミッション形式WWEロウ女子王座戦                  | 12:35 |
| 5                                                                               | ◯ゴールドバーグ vs. ドルフ・ジグラー●                                                                           | シングルマッチ                                       | 1:50  |
| 6                                                                               | ◯AJスタイルズ (c) (with ルーク・ギャローズ & カール・アンダーソン) vs. リコシェ●                                | WWE US王座戦                                         | 13:00 |
| 7                                                                               | ◯ベイリー (c) vs. エンバー・ムーン●                                                                             | WWEスマックダウン女子王座戦                          | 10:00 |
| 8                                                                               | ◯ケヴィン・オーウェンズ vs. シェイン・マクマホン●                                                               | シングルマッチ ケヴィン・オーウェンズ敗北: WWEを解雇 | 9:20  |
| 9                                                                               | ◯シャーロット・フレアー vs. トリッシュ・ストラタス●                                                             | シングルマッチ                                       | 16:40 |
| 10                                                                              | △コフィ・キングストン (c) vs. ランディ・オートン△ 両者カウントアウトによる決着 (コフィ・キングストンが王座防衛) | WWE王座戦                                            | 16:45 |
| 11                                                                              | ◯"ザ・フィーンド"・ブレイ・ワイアット vs. フィン・ベイラー●                                                     | シングルマッチ                                       | 3:25  |
| 12                                                                              | ●ブロック・レスナー (c) (with ポール・ヘイマン) vs. セス・ロリンズ◯                                             | WWEユニバーサル王座戦                                | 13:25 |
| - (c) – 試合開始時点でのチャンピオンを指す - P – プレショーで行われた試合を指す | |                                                      |       |

### 第33回大会 (2020年) WWE SummerSlam 2020
| No.                                                                             | 結果 | 試合形式                                                            | 時間  |
| ------------------------------------------------------------------------------- | --- | ------------------------------------------------------------------- | ----- |
| 1P                                                                              | ○アポロ・クルーズ (c) vs. MVP● | WWE US王座戦 ボビー・ラシュリーとシェルトン・ベンジャミンの介入不可 | 6:40  |
| 2                                                                               | ○ベイリー (c) (with サーシャ・バンクス) vs. アスカ●                                                                                            | WWEスマックダウン女子王座戦                                         | 11:35 |
| 3                                                                               | ○ザ・ストリート・プロフィッツ (アンジェロ・ドーキンス & モンテズ・フォード) (c) vs. アンドラーデ & エンジェル・ガルザ● (with ゼリーナ・ヴェガ) | WWEロウタッグ王座戦                                                 | 7:50  |
| 4                                                                               | ○マンディー・ローズ vs. ソーニャ・デヴィル● | ノーDQ戦 敗者はWWEを解雇                                            | 10:05 |
| 5                                                                               | ○セス・ロリンズ (with マーフィー) vs. ドミニク・ミステリオ● (with レイ・ミステリオ)                                                            | ストリート・ファイト戦                                              | 22:35 |
| 6                                                                               | ●サーシャ・バンクス (c) (with ベイリー) vs. アスカ○                                                                                            | WWEロウ女子王座戦                                                   | 11:25 |
| 7                                                                               | ○ドリュー・マッキンタイア (c) vs. ランディ・オートン●                                                                                          | WWE王座戦                                                           | 20:35 |
| 8                                                                               | ●ブラウン・ストローマン (c) vs. "ザ・フィーンド"・ブレイ・ワイアット○                                                                          | フォールズ・カウント・エニウェア形式WWEユニバーサル王座戦           | 12:00 |
| - (c) – 試合開始時点でのチャンピオンを指す - P – プレショーで行われた試合を指す | |                                                                     |       |

### 第34回大会 (2021年) WWE SummerSlam 2021
| No.                                                                             | 結果                                                                                             | 試合形式                              | 時間  |
| ------------------------------------------------------------------------------- | ------------------------------------------------------------------------------------------------ | ------------------------------------- | ----- |
| 1P                                                                              | ○ビッグ・E vs. バロン・コービン●                                                                 | シングル戦                            | 6:35  |
| 2                                                                               | ●AJ・スタイルズ & オモス (c) vs. RK・ブロー○ (ランディ・オートン & リドル)                       | WWEロウタッグ王座戦                   | 7:05  |
| 3                                                                               | ○アレクサ・ブリス vs. エヴァ・マリー● (with ドゥードロップ)                                      | シングル戦                            | 3:50  |
| 4                                                                               | ●シェイマス (c) vs. ダミアン・プリースト○                                                        | WWE US王者戦                          | 13:50 |
| 5                                                                               | ○ジ・ウーソズ (ジェイ・ウーソ & ジミー・ウーソ) (c) vs. レイ・ミステリオ & ドミニク・ミステリオ● | WWEスマックダウンタッグ王座戦         | 10:50 |
| 6                                                                               | ●ビアンカ・ブレア (c) vs. ベッキー・リンチ○                                                      | WWEスマックダウン女子王者戦           | 0:26  |
| 7                                                                               | ○ドリュー・マッキンタイア vs. ジンダー・マハル●                                                  | シングル戦                            | 4:40  |
| 8                                                                               | ●ニッキー・アッシュ (c) vs. シャーロット・フレアー○ vs. リア・リプリー                           | トリプルスレッド形式WWEロウ女子王座戦 | 13:04 |
| 9                                                                               | ○エッジ vs. セス・ロリンズ●                                                                      | シングル戦                            | 21:15 |
| 10                                                                              | ○ボビー・ラシュリー (c) (with MVP) vs. ゴールドバーグ●                                           | WWE王座戦                             | 7:10  |
| 11                                                                              | ○ローマン・レインズ (c) (with ポール・ヘイマン) vs. ジョン・シナ●                                | WWEユニバーサル王座戦                 | 23:00 |
| - (c) – 試合開始時点でのチャンピオンを指す - P – プレショーで行われた試合を指す |                                                                                                  |                                       |       |

### 第35回大会 (2022年) WWE SummerSlam 2022
| No.                                        | 結果 | 試合形式                                                           | 時間  |
| ------------------------------------------ | --- | ------------------------------------------------------------------ | ----- |
| 1                                          | ○ビアンカ・ベレア (c) vs. ベッキー・リンチ● | WWEロウ女子王座戦                                                  | 15:10 |
| 2                                          | ○ローガン・ポール vs. ザ・ミズ● (with マリース & チャンパ)                                                                                                | シングル戦                                                         | 14:15 |
| 3                                          | ○ボビー・ラシュリー (c) vs. セオリー● | WWE US王座戦                                                       | 4:45  |
| 4                                          | ○ザ・ミステリオズ (レイ・ミステリオ & ドミニク・ミステリオ) vs. ザ・ジャッジメント・デイ● (フィン・ベイラー & ダミアン・プリースト) (with リア・リプリー) | ノーDQ形式タッグチーム戦                                           | 11:05 |
| 5                                          | ○パット・マカフィー vs. ハッピー・コービン● | シングル戦                                                         | 10:40 |
| 6                                          | ○ジ・ウーソズ (c) (ジェイ・ウーソ & ジミー・ウーソ) vs. ザ・ストリート・プロフィッツ● (アンジェロ・ドーキンス & モンテズ・フォード)                       | WWE統一タッグ王座戦 スペシャルゲストレフェリー: ジェフ・ジャレット | 13:25 |
| 7                                          | ○リヴ・モーガン (c) vs. ロンダ・ラウジー● | WWEスマックダウン女子王座戦                                        | 4:35  |
| 8                                          | ○ローマン・レインズ (c) (with ポール・ヘイマン) vs. ブロック・レスナー●                                                                                   | ラスト・マン・スタンディング形式WWE統一ユニバーサル王座戦          | 23:00 |
| - (c) – 試合開始時点でのチャンピオンを指す | |                                                                    |       |

### 第36回大会 (2023年) WWE SummerSlam 2023
| No.                                        | 結果                                                                | 試合形式                                                                           | 時間  |
| ------------------------------------------ | ------------------------------------------------------------------- | ---------------------------------------------------------------------------------- | ----- |
| 1                                          | ○ローガン・ポール vs. リコシェ●                                     | シングル戦                                                                         | 18:00 |
| 2                                          | ○コーディ・ローデス vs. ブロック・レスナー●                         | シングル戦                                                                         | 17:35 |
| 3                                          | LA・ナイトがシェイマスを最後に脱落させ勝利                          | 25人男子スリムジム・サマースラム・バトルロイヤル戦                                 | 11:55 |
| 4                                          | ○シェイナ・ベイズラー vs. ロンダ・ラウジー●                         | MMAルール戦                                                                        | 7:30  |
| 5                                          | ○グンター (c) vs. ドリュー・マッキンタイア●                         | WWEインターコンチネンタル王座戦                                                    | 13:40 |
| 6                                          | ○セス・"フリーキン"・ロリンズ (c) vs. フィン・ベイラー●             | WWEヘビー級王座戦                                                                  | 18:30 |
| 7                                          | ●アスカ (c) vs. シャーロット・フレアー vs. ビアンカ・ベレア○        | トリプルスレッド形式WWE女子王座戦                                                  | 20:45 |
| 8                                          | ●ビアンカ・ベレア (c) vs. イヨ・スカイ○ (with ベイリー)             | WWE女子王座戦 イヨ・スカイがマネー・イン・ザ・バンクの権利を行使                   | 0:08  |
| 9                                          | ○ローマン・レインズ (c) (with ポール・ヘイマン) vs. ジェイ・ウーソ● | トライバル・コンバット形式WWE統一ユニバーサル王座戦 勝者はアノアイ一族の首長となる | 36:05 |
| - (c) – 試合開始時点でのチャンピオンを指す |                                                                     |                                                                                    |       |

### 第37回大会 (2024年) WWE SummerSlam 2024
| No.                                        | 結果                                                                              | 試合形式                                                            | 時間  |
| ------------------------------------------ | --------------------------------------------------------------------------------- | ------------------------------------------------------------------- | ----- |
| 1                                          | ○リヴ・モーガン (c) vs. リア・リプリー● (with "ダーティー"・ドミニク・ミステリオ) | WWE女子世界王座戦                                                   | 17:18 |
| 2                                          | ●サミ・ゼイン (c) vs. ブロン・ブレイカー○                                         | WWEインターコンチネンタル王座戦                                     | 5:40  |
| 3                                          | ●ローガン・ポール (c) vs. LA・ナイト○                                             | WWE US王座戦                                                        | 13:40 |
| 4                                          | ●ベイリー (c) vs. ナイア・ジャックス○                                             | WWE女子王座戦                                                       | 12:30 |
| 5                                          | ○ドリュー・マッキンタイア vs. CMパンク●                                           | シングル戦 スペシャルゲストレフェリー: セス・"フリーキン"・ロリンズ | 22:13 |
| 6                                          | ●ダミアン・プリースト (c) vs. グンター○                                           | 世界ヘビー級王座戦                                                  | 21:10 |
| 7                                          | ○コーディ・ローデス (c) vs. ソロ・シコア●                                         | ブラッドライン・ルールズ形式WWE統一王座戦                           | 30:00 |
| - (c) – 試合開始時点でのチャンピオンを指す |                                                                                   |                                                                     |       |

### 第38回大会 (2025年) WWE SummerSlam 2025

#### 第一夜
| No.                                        | 結果 | 試合形式                                                                | 時間  |
| ------------------------------------------ | --- | ----------------------------------------------------------------------- | ----- |
| 1                                          | ○ローマン・レインズ & ジェイ・ウーソ vs. ブロン・ブレイカー & ブロンソン・リード● (with ポール・ヘイマン)              | タッグチーム戦                                                          | 21:10 |
| 2                                          | ●ザ・ジャッジメント・デイ (c) (ロクサーヌ・ペレス & ラケル・ロドリゲス) vs. シャーロット・フレアー & アレクサ・ブリス○ | WWE女子タッグチーム王座戦                                               | 13:30 |
| 3                                          | ◯サミ・ゼイン vs. カリオン・クロス● (with スカーレット)                                                                | シングル戦                                                              | 8:10  |
| 4                                          | ○ティファニー・ストラットン (c) vs. ジェイド・カーギル●                                                                | WWE女子王座戦                                                           | 7:05  |
| 5                                          | ○ドリュー・マッキンタイア & ローガン・ポール vs. ランディ・オートン & ジェリー・ロール●                                | タッグチーム戦                                                          | 17:10 |
| 6                                          | ●グンター (c) vs. CMパンク○                                                                                            | 世界ヘビー級王座戦                                                      | 30:20 |
| 7                                          | ●CMパンク (c) vs. セス・ロリンズ○ (with ポール・ヘイマン)                                                              | 世界ヘビー級王座戦 セス・ロリンズがマネー・イン・ザ・バンクの権利を行使 | 0:10  |
| - (c) – 試合開始時点でのチャンピオンを指す | |                                                                         |       |

#### 第二夜
| No.                                        | 結果 | 試合形式 | 時間  |
| ------------------------------------------ | --- | --- | ----- |
| 1                                          | ○ナオミ (c) vs. リア・リプリー● vs. イヨ・スカイ | トリプルスレッド形式WWE女子世界王座戦 | 16:20 |
| 2                                          | ○ザ・ワイアット・シックス (c) (ジョー・ゲイシー & デクスター・ルミス) (c) vs. アンドラーデ & レイ・フェニックス vs. #DIY (トマソ・チャンパ & ジョニー・ガルガノ) vs. フラクシオム (アクシオム & ネイサン・フレイザー) vs. モーター・シティー・マシン・ガンズ (クリス・セイビン & アレックス・シェリー) vs. ザ・ストリート・プロフィッツ (アンジェロ・ドーキンス & モンテス・フォード) | 6-パックTLC形式WWEタッグチーム王座戦 | 16:20 |
| 3                                          | ○ベッキー・リンチ (c) vs. ライラ・ヴァルキュリア● | ノーDQ, ノーカウントアウト, ラストチャンス形式WWE女子インターコンチネンタル王座戦 ベッキー・リンチが勝利した場合、ライラ・ヴァルキュリアはリンチが王者でいる限り同王座への挑戦不可。 | 25:05 |
| 4                                          | ◯ソロ・シコア (c) vs. ジェイコブ・ファトゥ● | スティール・ケージ形式WWE US王座戦 | 12:40 |
| 5                                          | ○ドミニク・ミステリオ (c) vs. AJスタイルズ● | WWEインターコンチネンタル王座戦 | 10:45 |
| 6                                          | ●ジョン・シナ (c) vs. コーディ・ローデス○ | ストリート・ファイト形式WWE統一王座戦 | 37:45 |
| - (c) – 試合開始時点でのチャンピオンを指す | | |       |

## パロディCM

### 2004年
2004年のSummerSlam 2004は同年にアテネオリンピックが開催されたため、大会前にはWWEのスーパースターが出演する夏季オリンピックの競技を題材にしたパロディCMが放映された。
- カート・アングルとバティスタが出演する走幅跳のパロディ
- ユージンとウィリアム・リーガルが出演する聖火点灯のパロディ
- チャボ・ゲレロとチャボ・クラシックが出演する吊り輪のパロディ
- トリー・ウィルソン、ビッグ・ショーが出演する飛び込みのパロディ
- エディ・ゲレロが出演する100メートル競走のパロディ
- トリプルHが出演するハンマー投のパロディ
- タジリが出演する卓球のパロディ
- ブッカー・Tが出演するフェンシングのパロディ
- バティスタが出演する床運動のパロディ
- ステイシー・キーブラーが出演する平行棒のパロディ

### 2008年
2008年のサマースラムでは映画のパロディCMが放送された。
- クリス・ジェリコが出演した『インディ・ジョーンズ』のパロディ
- レイ・ミステリオが出演した『スパイダーマン』のパロディ（ただし、レイ・ミステリオはサマースラム2008に出場していない）